# 제19회 대한민국국제청소년영화제
제19회 대한민국국제청소년영화제는 2019년 11월 26일에 열린 시상식이다.

## 수상 및 후보

### 종합대상
- 잃어버린 조각 찾기 - 이현정 수상

### 단체상 - 대상
- 가장 완벽한 크리스천 - 이예지 수상
- With My Dream - 김은교 수상
- 먼지나게 비 오는 날 - 최지나 수상
- 바게트 - 강구민 수상

### 단체상 - 금상
- 킬러미역의 습격 - 노유정 수상
- 메리크리닝마스 - 이지원 수상
- 오! 마이 러브 - 임지섭 수상
- 꽃 - 최무성 수상

### 단체상 - 은상
- 여름, 그날 - 최은주 수상
- 띠동갑 - 이예승 수상
- 침묵과 형벌 - 권찬민 수상
- 마스크 - 매안초등학교영화제작부 수상

### 단체상 - 동상
- 서서평, 성공이 아니라.. - 황준하 수상
- 굿바이! 굿마미 - 권용재 수상
- 빙하 - 권송미 수상
- 죽기 좋은 날 - 손정은 수상
- 달리 방법이 없었어요 - 안다미 수상
- 나비 효과? - 김채린 외 1명 수상
- 보물찾기 - 조단영 수상
- 왜 그랬어? - 정가영 수상

### 단체상 - 장려상
- 해돋이 - 차승민 수상
- 은빛 - 이윤재 수상
- 등산 - 김하영 수상
- 외부인 - 오정민 수상
- 지금 이 순간 - 성다희 수상
- 실패하는 다큐멘터리 - 정다예 수상
- 리턴 - 한재원 수상
- 하찮은 논리 : 혈과 민초 - 심제용 수상
- 동생의 바다 - 이새나 수상
- 8월 12일 - 오은혜 수상
- 당신의 도박은 안녕하신가요? - 심찬민 수상
- GPS - 이지연 수상
- 인권 제대로 알고 지키자! - 김명 수상

### 최우수 연출상
- 가장 완벽한 크리스천 - 이예지 수상

### 우수 연출상
- With My Dream - 김은교 수상

### 최우수 연기상
- 가장 완벽한 크리스천 - 장웅 수상
- 지금 이 순간 - 남윤지 수상

### 우수 연기상
- 민혁이 동생 승혁이 - 최준우 수상
- 오! 마이 러브 - 안우진 수상

### 최우수 기획상
- 잃어버린 조각 찾기 - 이현정 수상

### 우수 기획상
- 침묵과 형벌 - 정세영 수상

### 최우수 편집상
- 메리크리닝마스 - 이지원 수상

### 우수 편집상
- 달리 방법이 없었어요 - 김범성 수상

### 최우수 촬영상
- 죽기 좋은 날 - 유영주 외 1명 수상

### 우수 촬영상
- 동생의 바다 - 김채현 수상

### 최우수 음악상
- ReStart : 새로운 시작 - 안정현 수상

### 우수 음악상
- 메리크리닝마스 - 김솔 수상

### 최우수 각본상
- 빙하 - 권송미 수상

### 우수 각본상
- 총 - 손우진 수상

### 네티즌상 - 금상
- 실패하는 다큐멘터리 - 정다예 수상

### 네티즌상 - 은상
- 너의 생일 - 조성윤 외 1명 수상

### 네티즌상 - 동상
- 전학생 - 채호준 수상

### 일반심사단 특별상 - 금상
- What is love? - 강혜빈 수상

### 일반심사단 특별상 - 은상
- 콘돔은 의료기기입니다. - 안서연 수상

### 일반심사단 특별상 - 동상
- 리턴 - 한재원 수상

### 인기영화인 - 대상 영화감독부문
- 봉준호 수상

### 인기영화인 - 대상 원로배우
- 이순재 수상
- 나문희 수상

### 인기영화인 - 대상 남자배우
- 류준열 수상

### 인기영화인 - 대상 여자배우
- 김향기 수상

### 인기영화인 - 대상 남자신인배우
- 공명 수상

### 인기영화인 - 대상 여자신인배우
- 김다미 수상

### 인기영화인 - 대상 남자아역배우
- 정현준 수상

### 인기영화인 - 대상 여자아역배우
- 김시아 수상

### 초등부
- 옛날 단팥빵 - 법환초영화동아리
- 보물찾기 - 조단영
- GPS - 이지연
- 왜 그랬어? - 정가영
- 거북, 소녀의 꿈 - 정가영
- 꽃 - 최무성
- 먼지나게 비 오는 날 - 최지나
- 3vs3 - 정다은
- 고무줄 총 - 김소연
- 마스크 - 매안초등학교영화제작부
- 생일파티 - 이태윤
- where is 마이 콜라 - 강희주
- 4.3 백서 - 김지수
- 반장 선거 - 현유빈 외 1명
- 휴게소 - 조희영
- WE!TUBE - 장유람
- 너의 생일 - 조성윤 외 1명
- 하늘고래 - 권재은
- 당신의 도박은 안녕하신가요 - 심찬민
- 인권 제대로 알고 지키자! - 김명
- 탈출 - 이예담 외 1명

### 중등부
- 그림자 - 박지우
- Oh! my grandson Oh! my grandpa - 강병진
- With My Dream - 김은교
- 달리 방법이 없었어요 - 안다미
- 하찮은 논리 : 혈과 민초 - 심제용
- 오! 마이 러브 - 임지섭
- 리턴 - 한재원
- 옥수수 하모니카 - 안윤성
- Spread : 번지다 - 이유진
- 침묵과 형벌 - 권찬민
- 동생의 바다 - 이새나
- 로스트 티쳐 - 안태현
- 8월 12일 - 오은혜
- 나비 효과? - 김채린 외 1명

### 고등부
- 스완레이크 - 이세정
- 의심 - 정환웅
- 띠동갑 - 이예승
- 빵빵 - 황수빈
- 프랜드쉽 - 이인희
- 메리크리닝마스 - 이지원
- ReStart : 새로운 시작 - 안정현
- 실패하는 다큐멘터리 - 정다예
- 빙하 - 권송미
- 붕어빵 - 임지인
- 특별한 평범함 - 김승원
- 전학생 - 채호준
- 잃어버린 조각 찾기 - 이현정
- 그 무렵 우리는 - 강해진
- 가장 완벽한 크리스천 - 이예지
- 이장원의 단편영화 제작기 - 이장원
- 가장자리 - 채수민
- What is love? - 강혜빈
- 여름달리기 - 김민혜
- 지금 이 순간 - 성다희
- 죽기 좋은 날 - 손정은
- 외부인 - 오정민
- 빨간구두 - 박경진
- 허공에서의 질주 - 김수연
- 그 어디에도 빛나지 않는 별은 없다 - 조정민
- 그녀의 히어로 - 김지희
- 아이엠 그라운드 자기소개 하기 (아그작) - 홍하은
- 총 - 손우진
- 어디가? - 한수아
- 콘돔은 의료기기입니다. - 안서연

### 대학부
- 드림캐쳐 - 옥승희
- 서서평, 성공이 아니라.. - 황준하
- 그랑주떼 - 김상규
- 잔을 채우는 동안 - 양승욱
- 민혁이 동생 승혁이 - 김덕근
- 하우스 포 아티스트 - 백도엽
- Leaf - Azat
- The Farewell - Karash
- 잠자는 숲속의 좀비 - 김준영
- 은빛 - 이윤재
- 오래된 시계 - 유지민
- 케잌이몽 - 김서연
- 서정의 세계 - 김수로
- 25살. 지금 우리는 - 이영진
- 관객, 직원, 시네마테크 - 이신희
- 정아 - 김영재
- 세상을 구한 여자 - 이승준
- 여고생의 기묘한 자율학습 - 김보원
- 거리의 가능한 불행들 - 이광재
- 파고다 - 정희원
- 우로보로스 - 계영호
- 킬러미역의 습격 - 노유정
- 등산 - 김하영
- 소영의 영화 - 서정미
- 청사포, 물길은 변한다 - 이경진
- 숨바꼭질 - 송민석
- 해돋이 - 차승민
- 섬광들 - 염승민
- 여름, 그날 - 최은주
- 바게트 - 강구민
- 가려진 마을 - 구혜린 외 1명
- 굿바이! 굿마미 - 권용재